# Zbójnicka Kopka
Zbójnicka Kopka (słow. Zbojnícka kôpka, Zbojnícka kopa, Zbojnícky hrb) – skalna kopa o wysokości 2100 m n.p.m., znajdująca się nieco na południowy wschód od Graniastej Kotliny, w górnej części Doliny Staroleśnej w słowackich Tatrach Wysokich. W bliskiej odległości na zachód od wierzchołka Zbójnickiej Kopki leżą dwa stawy – duży Zmarzły Staw Staroleśny i niewielki Mały Zmarzły Stawek. Jej południowo-wschodnimi zboczami przebiega żółto znakowany szlak turystyczny.
Pierwsze wejścia na Zbójnicką Kopkę nie są znane, z powodu łatwej dostępności wchodzono na nią od dawna.

## Szlaki turystyczne
– żółty szlak jednokierunkowy prowadzący ze Schroniska Téryego przez Czerwoną Ławkę do Schroniska Zbójnickiego.
- Czas przejścia ze Schroniska Téryego na przełęcz: 1:30 h
- Czas przejścia z przełęczy do Schroniska Zbójnickiego: 1:45 h